# Paul Delvaux
Paul Delvaux (n. 23 septembrie 1897, Antheit - d. 20 iulie 1994, Furnes) a fost un pictor belgian, asociat cu postimpresionismul, expresionismul și apoi cu suprarealismul. A devenit faimos îndeosebi nudurilor pe care le-a pictat.